# Coenagrion striatum
Coenagrion striatum là một loài chuồn chuồn kim trong họ Coenagrionidae.
Coenagrion striatum được Bartenev miêu tả khoa học năm 1956.